# Heinrich von Barby
Heinrich von Barby († nach 1327) war Elekt von Brandenburg.

## Leben
Die erste urkundliche Erwähnung Heinrichs von Barby, der aus dem Geschlecht der Grafen von Barby stammte, datiert auf den 1. Mai 1296 und nennt ihn als Domherren von Magdeburg. In einer anderen Urkunde wird er als Domherr von Hildesheim bezeichnet, datiert auf den 26. Juni 1316. Nach dem Tod des Bischofs Johannes I. wurde Heinrich von Barby zum neuen Bischof gewählt. Er hatte aber nicht die Unterstützung des Magdeburger Erzbischofs Burkhard III., weshalb er auch nicht die päpstliche Bestätigung erhielt. Seine letzte urkundliche Erwähnung als Elekt von Brandenburg datiert auf den 21. Oktober 1327. Im gleichen Jahr urkundete er wieder als Domherr von Hildesheim, ohne eine genaue Datumsangabe. Neuer Bischof von Brandenburg wurde auf päpstliche Anordnung Ludwig Schenk von Neindorf im Jahr 1327.

## Quelle
- Personendatenbank zur Germania Sacra, abgerufen am 4. Juli 2017.
- Germania-sacra, abgerufen am 4. Juli 2017.